# وارداشات (هادروت)
وارداشات (به ارمنی: Վարդաշատ) یک منطقهٔ مسکونی در جمهوری آرتساخ است که در استان هادروت واقع شده‌است.